# Running (песня Андраша Каллаи-Сондерса)
«Running» (Бежать) — песня в исполнении венгерско-американского певца Андраша Каллаи-Сондерса, с которой он представил Венгрию на конкурсе песни «Евровидение-2014».
Песня была выбрана 22 февраля 2014 года на национальном отборе Венгрии на «Евровидение», что позволило Каллаи-Сондерсу представить свою страну на международном конкурсе песни «Евровидение-2014», который прошёл в Копенгагене, Дания. Песня была посвящена домашнему насилию. Как рассказал Андраш:
Эта композиция не была предназначена для исполнения на «Евровидении», я собирался петь вообще совсем другую песню, и случайно совсем в студии обнаружил, что есть и такая вещица. Её назвали «Running». Я её внимательно прослушал, и многое мне напомнило историю моей близкой подруги, которая испытала ужасы насилия в детстве, я тут же решил, что мне нужна именно «Running» для того, чтобы выступать на концерте «Евровидения», и я тут же начал писать новый текст.

## Чарты
| Чарт (2014)                                | Наивысшая позиция |
| ------------------------------------------ | ----------------- |
| Бельгия/Фландрия (Ultratip Bubbling Under) | 19                |
| Дания (Tracklisten)                        | 40                |
| Германия (GfK)                             | 93                |
| Венгрия (Rádiós Top 40)                    | 6                 |
| Венгрия (Single Top 40)                    | 1                 |
| Венгрия (Stream Top 40)                    | 1                 |
| Ирландия (IRMA)                            | 92                |
| UK Singles (Official Charts Company)       | 116               |